# 王家镇 (灯塔市)
王家镇是中国辽宁省辽阳市灯塔市下辖的一个镇。

## 行政区划
王家镇下辖马草湾村、金家坎村、泗河堡村、东台村、辉宁堡村、王家村、尤户屯村、沙河池村、前河洪堡村、西河洪堡村、东河洪堡村、头道沟村。